# War and Peace (serie de televisión)
War and Peace, es una miniserie británica dramática de seis partes transmitida del 3 de enero del 2016 hasta el 7 de febrero del 2016 por medio de la cadena BBC One. La miniserie fue una adaptación de la novela Guerra y paz del escritor ruso León Tolstói.

## Sinopsis
La miniserie giró en torno a cinco familias aristócratas, establecidas durante el reinado de Alejandro I de Rusia, y se centró en el triángulo amoroso entre Natasha Rostova, Andréi Bolkonski y Pierre Bezújov.

## Personajes[5]

### Personajes principales
| Actor              | Personaje                   | N.º de episodios | Duración |
| ------------------ | --------------------------- | ---------------- | -------- |
| Lily James         | Condesa Natasha Rostova     | 6                | 2016     |
| James Norton       | Príncipe Andréi Bolkonski   | 6                | 2016     |
| Paul Dano          | Conde Pierre Bezújov        | 6                | 2016     |
| Jack Lowden        | Conde Nikolái Rostov        | 6                | 2016     |
| Jessie Buckley     | Princesa Marya Bolkónskaya  | 6                | 2016     |
| Tuppence Middleton | Princesa Helene Kuraguin    | 6                | 2016     |
| Ade Edmondson      | Conde Ilyá Rostov           | 6                | 2016     |
| Greta Scacchi      | Condesa Natalya Rostova     | 6                | 2016     |
| Tom Burke          | Oficial Fiódor Dólojov      | 6                | 2016     |
| Aisling Loftus     | Sonya Rostova               | 6                | 2016     |
| Aneurin Barnard    | Borís Drubetskoy            | 6                | 2016     |
| Jim Broadbent      | Príncipe Nikolái Bolkonski  | 5                | 2016     |
| Callum Turner      | Príncipe Anatole Kuraguin   | 5                | 2016     |
| Stephen Rea        | Príncipe Vasili Kuraguin    | 5                | 2016     |
| Rebecca Front      | Anna Mijáilovna Drubetskaya | 5                | 2016     |
| Brian Cox          | General Mijaíl Kutúzov      | 4                | 2016     |
| Gillian Anderson   | Anna Pávlovna Sherer        | 4                | 2016     |
| Ken Stott          | Ósip Alekséievich Bazdéiev  | 2                | 2016     |
| Kenneth Cranham    | Tío Mijaíl                  | 1                | 2016     |

### Personajes recurrentes
| Actor                                           | Personaje                    | N.º de episodios | Duración |
| ----------------------------------------------- | ---------------------------- | ---------------- | -------- |
| Olivia Ross                                     | Mademoiselle Bourienne       | 6                | 2016     |
| Chloe Pirrie                                    | Julie Karáguina              | 5                | 2016     |
| Mathieu Kassovitz                               | Napoleón Bonaparte           | 4                | 2016     |
| Ashley Gyngell (grande) Matthew Stagg (pequeño) | Nikólushka                   | 1 4              | 2016     |
| Emily Taaffe                                    | Katya                        | 4                | 2016     |
| Thomas Arnold                                   | Vasili Denísov               | 4                | 2016     |
| Rory Keenan                                     | Bilibin                      | 4                | 2016     |
| Jolyon Coy                                      | Kaisórov                     | 4                | 2016     |
| Otto Farrant (grande) Kit Connor (pequeño)      | Petya Rostov                 | 3                | 2016     |
| Guillaume Faure                                 | Ayudante de Napoleón         | 3                | 2016     |
| David Quilter                                   | Tijon                        | 3                | 2016     |
| Ben Lloyd-Hughes                                | Zar Aleksandr I              | 3                | 2016     |
| Kate Phillips                                   | Lise Bolkónskaya             | 3                | 2016     |
| Oscar Pearce                                    | Teniente Coronel             | 3                | 2016     |
| Fenella Woolgar                                 | Catiche Kuráguina            | 2                | 2016     |
| Pip Torrens                                     | Príncipe Bagratión           | 2                | 2016     |
| Terence Beesley                                 | General Bennigsen            | 2                | 2016     |
| Philippe Maymat                                 | Doctor Metivier              | 2                | 2016     |
| Matthew Raymond                                 | Nesvitsky                    | 2                | 2016     |
| Thibaut Evrard                                  | Capitán Ramballe             | 1                | 2016     |
| Mary Roscoe                                     | María Bogdánovna             | 1                | 2016     |
| Julia Rayner                                    | Sophie Bezújov               | 1                | 2016     |
| Nick Brimble                                    | Dron                         | 1                | 2016     |
| Benjamin Wainwright                             | Capitán Berg                 | 1                | 2016     |
| Will Attenborough                               | Oficial de Artillería        | 1                | 2016     |
| Michael Epp                                     | Oficial Austríaco            | 1                | 2016     |
| William Brand                                   | Ministro de Guerra Austríaco | 1                | 2016     |
| Dan Tetsell                                     | Administrador de Correos     | 1                | 2016     |

## Episodios
La miniserie estuvo conformada por 7 episodios.

## Premios y nominaciones
| Año  | Categoría                                                            | Premio                   | Nominado (a)                    | Resultado |
| ---- | -------------------------------------------------------------------- | ------------------------ | ------------------------------- | --------- |
| 2016 | Outstanding Music Composition For A Limited Series, Movie Or Special | Primetime Emmy Award     | Martin Phipps                   | Nominado  |
| 2016 | Best Actor                                                           | BAFTA Cymru Award        | Aneurin Barnard                 | Nominado  |
| 2016 | Best Actor in a Supporting Role in Drama                             | IFTA Award               | Stephen Rea                     | Nominado  |
| 2016 | Best Actress in a Miniseries or a Motion Picture Made for Television | Satellite Award          | Lily James                      | Nominada  |
| 2016 | Best New Series                                                      | TV Choice Award          | War and Peace                   | Nominado  |
| 2016 | Best Special Effects                                                 | RTS Craft & Design Award | Jens Döldissen                  | Ganó      |
| 2016 | Best Picture Enhancement                                             | RTS Craft & Design Award | Simone Grattarola               | Nominado  |
| 2016 | Best Special Effects                                                 | RTS Craft & Design Award | Jens Döldissen y Effective GmbH | Nominados |

## Producción
La serie fue anunciada por Danny Cohen el 8 de febrero del 2013 y fue encargada por él y del ejecutivo Ben Stephenson, el controlador del BBC Drama. La producción realizada por BBC Cymru Wales Drama se asoció con "The Weinstein Company", "Lookout Point" y "BBC Worldwide".
La serie fue dirigida por Tom Harper y adaptada por Andrew Davies. En la producción contarán con la participación de Julia Stannard y los productores ejecutivos Davies, Bethan Jones, Faith Penhale, Simon Vaughan, Robert Walak y Harvey Weinstein.

### Emisión en otros países[16][17]
| País           | Cadenas                      | Fecha de Inicio     | Fecha de Finalización |
| -------------- | ---------------------------- | ------------------- | --------------------- |
| Australia      | BBC First                    | 2016                | -                     |
| Bélgica        | BBC First                    | -                   | -                     |
| Dinamarca      | TV 2                         | -                   | -                     |
| Estados Unidos | Lifetime A&E Network HISTORY | 18 de enero de 2016 | -                     |
| Estonia        | ETV                          | -                   | -                     |
| España         | #0                           | 13 de marzo de 2016 | 17 de abril de 2016   |
| Grecia         | OTE                          | -                   | -                     |
| Israel         | YES                          | -                   | -                     |
| Lituania       | LNK                          | -                   | -                     |
| Luxemburgo     | BBC First                    | -                   | -                     |
| México         | Canal 22                     | 8 de junio de 2018  | 1 de julio de 2018    |
| Países Bajos   | BBC First                    | -                   | -                     |
| Polonia        | -                            | -                   | -                     |
| Suecia         | SVT                          | -                   | -                     |
| Latinoamérica  | Studio Universal             | 7 de junio de 2019  | 9 de junio de 2019    |